# Agenturní zaměstnávání
Agenturní zaměstnávání je dočasné umístění zaměstnance agentury práce k výkonu práce u zaměstnavatele (uživatele) na základě pracovní smlouvy nebo také formou dohody o pracovní činnosti, které se uzavírají mezi zaměstnancem a agenturou práce. V tom případě uživatel "nebere" dočasně umístěné zaměstnance od agentury do pracovního poměru, ale si je pouze "pronajímá" na nějakou dobu. Přitom agentury nesmějí požadovat úplatu po agenturních zaměstnancích – odměnu agentuře platí uživatel.
Pronájem pracovní síly funguje na trojstranném vztahu - zaměstnanec, agentura práce jako zaměstnavatel a uživatel, tj. fyzická či právnická osoba, která si pracovní sílu zaměstnance od agentury práce pronajala a využívá ji k plnění svých úkolů. Jde tedy o kombinaci tří dvoustranných vztahů - agentura práce a uživatel práce, agentura práce a zaměstnanec, a uživatel práce a zaměstnanec.

## Právní vztahy při agenturním zaměstnávání
Agenturní zaměstnávání se realizuje na základě právních vztahů, které se vznikají mezi agenturou práce a uživatelem (dohoda o dočasném přidělení zaměstnance agentury práce) a mezi agenturou práce a příslušným zaměstnancem (pracovní smlouva nebo dohoda o pracovní činnosti). Po dobu dočasného přidělení zaměstnance agentury práce vedoucí pracovníky firmy uživatele zaměstnanci ukládají pracovní úkoly, řídí a kontrolují jeho práci, však formálním zaměstnavatelem zůstává agentura práce, která zaměstnanci vyplácí mzdu. Uživatel nesmí vůči zaměstnanci činit právní úkony jménem agentury práce.

## Povolení ke zprostředkování zaměstnání
Agenturní zaměstnávání mohou provádět pouze tyto agentury práce, kterým bylo uděleno příslušní povolení od Ministerstva práce a sociálních věcí. Povolení ke zprostředkování zaměstnání se vydává maximálně na dobu 3 let a obsahuje:
- identifikační údaje agentury práce,
- identifikační údaje odpovědného zástupce, s výjimkou rodného čísla a místa narození,
- forma zprostředkování a druhy prací, pro které se zprostředkování zaměstnání povoluje,
- doba, na kterou se povolení vydává.[2]

## Výhody agenturního zaměstnávání oproti klasickému pracovnímu poměru
Agenturní zaměstnávání je spíš považováno za zaměstnání, které je charakterizováno větší mírou flexibility a nižší mírou stability oproti klasickému pracovnímu poměru. Na druhou stranu má využití agenturního zaměstnávání pro zaměstnance své výhody. V době aktivního hledání stabilního pracovního vztahu agenturní zaměstnávání může sloužit pro zaměstnance jako dočasné řešení získat pracovní místo, a s tím výdělek. Často agenturní zaměstnávání je první krok pro získání v budoucnosti stálého zaměstnání a potřebných zkušeností. Podstatnou výhodou z hlediska zaměstnavatele je možnost operativně získat pracovníky při pravidelných sezónních výkyvech, a také v době zvýšení poptávky po produkci. Využití agenturního zaměstnávání také umožňuje šetřit náklady na nábor personálu a zpracování personální a mzdové agendy.

## Princip rovnosti zaměstnanců v platových a pracovních podmínkách
Povinnou náležitostí dohody o dočasném přidělení zaměstnance mezi agenturou práce a zaměstnavatelem je informace o platových a pracovních podmínkách srovnatelného zaměstnance firmy uživatele. Také agentura práce má uvádět tyto podmínky i v písemném pokynu, kterým přiděluje svého zaměstnance k dočasnému výkonu práce u zaměstnavatele.
Agentura práce a firma jsou povinni zabezpečit to, aby platové a pracovní podmínky dočasného zaměstnance nebyly horší, než podmínky srovnatelného zaměstnance konkrétní firmy. To je zásadní podmínkou pro agenturní zaměstnávání. Srovnatelným zaměstnancem je zaměstnanec firmy, který by mohl vykonávat nebo vykonával stejnou práci, kterou dočasně přidělený zaměstnanec bude plnit. To musí se počítat s přihlédnutím ke kvalifikaci a délce odborné praxe.